# Chiropsella bart
Chiropsella bart is een tropische kubuskwal uit de familie Chiropsalmidae. De kwal komt uit het geslacht Chiropsella. Chiropsella bart werd in 2007 voor het eerst wetenschappelijk beschreven door Gershwin & Alderslade. 